# فرودگاه شهری لیچفیلد، مینه‌سوتا
فرودگاه شهری لیچفیلد، مینه‌سوتا (به انگلیسی: Litchfield Municipal Airport (Minnesota)) یک فرودگاه همگانی بهره‌برداری هوایی است که یک باند فرود آسفالت دارد و طول باند آن ۱۲۲۰ متر است. این فرودگاه در کشور ایالات متحده آمریکا قرار دارد و در ارتفاع ۳۴۷ متری از سطح دریا واقع شده است.